# Alton-Nationalpark
Der Alton-Nationalpark (engl. Alton National Park) ist ein 558 Hektar großes Naturschutzgebiet im australischen Bundesstaat Queensland.

## Lage
Er liegt 370 km westlich von Brisbane und etwa 70 km südwestlich von St. George am Moonie Highway. Touristische Einrichtungen sind nicht vorhanden.

## Geschichte
Der Nationalpark wurde am 21. Oktober 1980 eröffnet.

## Flora
Der Nationalpark weist als Besonderheit die Kombination des Vorkommens von Baumarten der Familien Angophora (zu den Myrtengewächsen gehörend) und Xanthorrhoea oder Grasbäume auf, die sonst im Spinifex-Grasland nicht gemeinsam vorkommen. Durch den Schutz im Nationalpark soll dieser besondere Pflanzenbestand erhalten werden.